# Mamia II de Mingrélie
Mamia II de Mingrélie ( Mamia II Dadiani géorgien : მამია II დადიანი ; mort en 1414) est un membre de la maison Dadiani et un eristavi (duc) d'Odishi, future  principauté de Mingrélie, en Géorgie occidentale de 1396 jusqu'à sa mort.

## Biographie
Mamia est le fils de Vameq Ier Dadiani, eristavi d'Odishi, à qui il succède à sa mort en  1396. Pendant son gouvernement le royaume de Géorgie est victime des invasions répétées de Tamerlan et des Turco-Mongol qui dévastent le pays et mettent à mal son unité. Les provinces de Géorgie occidentales sont revendiquées par les héritiers des précédents rois d'Iméréthie, mais leurs tentatives d'obtenir la soumission des Dadiani restent sans effet. Mamia poursuit les efforts de ses prédécesseurs pour accroître son duché d'Odishi. En 1414, il mène une expédition contre les  Abkhazes, mais il est tué lors d'un combat,.
Mamia laisse deux fils Liparit Ier et Vameq II, tous deux futurs  eristavi 
d'Odishi.
Si l'identification par Tedo Zhordania en 1902, de Mamia II avec le eristavt-eristavi (duc des ducs) et mandaturt-ukhutsesi (Seigneur grand sénéchal) Mamia Dadiani, mentionné dans une inscription géorgienne de l'omophorion de la cathédrale de Mokvi est correcte, son épouse se nommait Elene. Mamia et sa femme Ekaterine, nommé antérieurement Elene, sont également mentionnés dans une note marginale de l'évangile du XIIIe siècle de  Vardzia et, probablement également dans un texte similaire de l'évangile du XIe siècle d'Urbnisi, dans lesquels la femme du  Dadiani anonyme Ekaterine, anciennement nommée Elene, est présentée comme la « fille d'un roi. »  Le double nom de l'épouse suggère qu'elle est devenue une nonne. L'hypothèse de Zhordania est contestée en 2001, par l'historien Bezhan Khorava, qui identifie le Mamia de ces inscriptions avec Mamaia III Dadiani, qui meurt en 1533.